# Chotín
Chotín és un poble i municipi d'Eslovàquia que es troba a la regió de Nitra, al sud-oest del país. El 2021 tenia 1.375 habitants.

## Història
La primera menció escrita de la vila es remunta al 1138.

## Demografia
| Godina             | 1994 | 2004   | 2014   | 2024   |
| ------------------ | ---- | ------ | ------ | ------ |
| Nombre de persones | 1468 | 1417   | 1383   | 1385   |
| Diferència         |      | −3,47% | −2,39% | +0,14% |

| Godina             | 2023 | 2024   |
| ------------------ | ---- | ------ |
| Nombre de persones | 1392 | 1385   |
| Diferència         |      | −0,50% |